# Wi Ha-joon
Wi Ha-joon (Koreaans: 위하준), geboren als Wi Hyun-yi (Wando (Jeollanam-do), 5 augustus 1991) is een Zuid-Koreaanse acteur, model en danser. Hij verwierf internationale bekendheid door zijn rol als Hwang Jun-ho in de Netflix-serie Squid Game. Ook is hij bekend van zijn rollen in onder meer 18 Again, Romance Is a Bonus Book, Bad and Crazy en The Worst of Evil.

## Biografie
Wi Ha-joon groeide op op het eiland Soando in de provincie Jeollanam-do. Hij studeerde aan de Sungkyul University, waar hij lessen in theater en film volgde. Hij begon zijn carrière aanvankelijk als model voordat hij overstapte naar acteren.

## Carrière
Wi Ha-joon maakte zijn acteerdebuut in 2012 in de korte film Peace in Them. Zijn eerste grote filmrol volgde in Gonjiam: Haunted Asylum, een horrorfilm uit Zuid-Korea. Daarna speelde hij in dramaseries zoals Something in the Rain, en Romance Is a Bonus Book, waarin hij een bredere fanbase opbouwde.
Zijn echte internationale doorbraak kwam in 2021, toen hij de rol van rechercheur Hwang Jun-ho vertolkte in Squid Game. Zijn personage is een undercoveragent die infiltreert in het spel om zijn verdwenen broer te vinden. De acteur werd geprezen om zijn vastberadenheid, emotionele diepgang en acteerwerk.
In 2022 speelde hij een van de hoofdrollen in Bad and Crazy, gevolgd door een hoofdrol in de misdaaddrama The Worst of Evil, waarin hij naast Ji Chang-wook speelde. In 2024 en 2025 keerde hij terug in het tweede en derde seizoen van Squid Game en werkte hij aan meerdere projecten als hoofdrolspeler.

## Persoonlijk leven
Wi Ha-joon staat bekend om zijn rustige, bescheiden uitstraling en sterke werkethiek. Hij is ook actief als model en wordt geprezen om zijn uiterlijk en fysieke fitheid. Hij heeft een achtergrond in dans en werd meermaals  genoemd als stijlicoon in Zuid-Korea.